# Franco Lolli
Franco Lolli (Lazise, 24 marzo 1910 – Roma, 21 marzo 1966) è stato uno scenografo italiano di cinema e teatro.

## Biografia

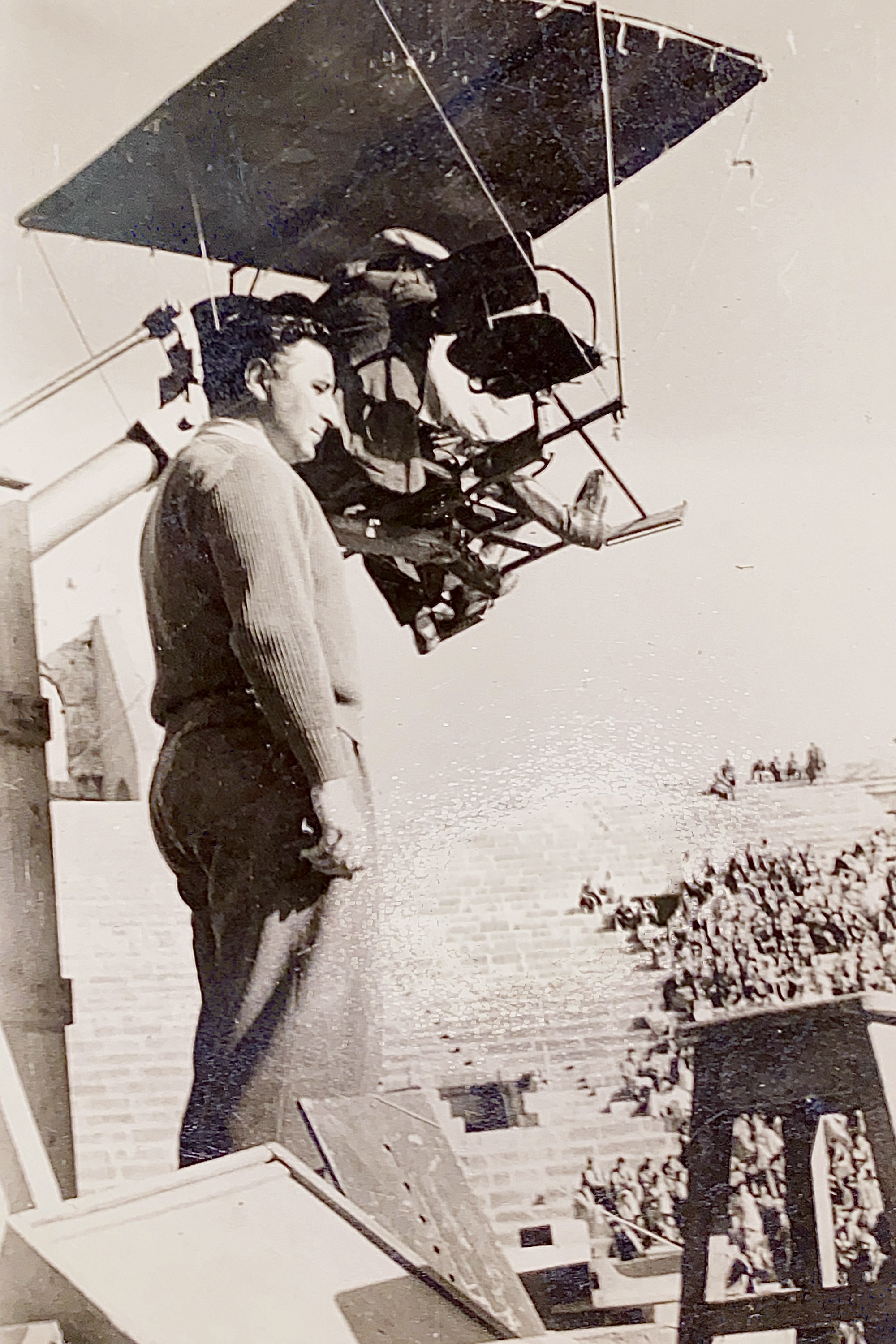
Sul set di Fabiola (1948)

Figlio di Nidio Lolli, ufficiale di Marina Medaglia d'Argento al Valor Militare, caduto in combattimento durante la prima guerra mondiale a bordo del Balilla (sommergibile 1915), frequenta il "Collegio S. Giuseppe de Merode" e il "Collegio Militare di Roma". Nel 1937 si laurea in Ingegneria Civile all'Università di Roma e l'anno successivo viene abilitato alla professione.
La sua passione sono il cinema ed il teatro e da studente organizza recite e spettacoli che lo porteranno in seguito ad animare e dirigere la filodrammatica del Collegio S. Giuseppe di Roma. Proprio durante uno di questi spettacoli viene avvicinato da Alessandro Blasetti che gli propone di collaborare con lui. Nel 1946 firma il suo primo lavoro cinematografico come arredatore per il film Un giorno nella vita dello stesso Blasetti.
Inizia così la sua carriera di scenografo che lo vedrà collaborare con i maggiori registi e sceneggiatori dell'epoca come Alessandro Blasetti, René Clair, Georg Wilhelm Pabst, Riccardo Freda, Steno, Lionello De Felice, Alberto Lattuada, Carmine Gallone, Mario Camerini, Ennio Flaiano, Suso Cecchi D'Amico, Diego Fabbri, Ettore Scola, Marcello Marchesi, Pasquale Festa Campanile, Ennio De Concini, Franco Brusati, Camillo Mastrocinque
Attraverso le scenografie degli oltre 70 film da lui realizzate tra il 1946 ed il 1966, si sono mossi attori del calibro di Amedeo Nazzari, Massimo Girotti, Elisa Cegani, Marcello Mastroianni, Anna Magnani, Alberto Sordi, Totò, Vittorio De Sica, Gina Lollobrigida, Tino Scotti, Walter Chiari, Raimondo Vianello, Aldo Fabrizi, Paolo Stoppa, Nino Manfredi, Stewart Granger, Silva Koscina, Renato Rascel.
Oltre al cinema si è occupato anche di teatro e di opera realizzando le scenografie di due edizioni dell'Arena di Verona (1953 e 1954) e per l'edizione del 1955 del Maggio Musicale Fiorentino.

## Filmografia
- Un giorno nella vita, regia di Alessandro Blasetti (1946)
- Felicità perduta, regia di Filippo Walter Ratti (1946)
- Guerra alla guerra, regia di Romolo Marcellini (1948)
- Fabiola, regia di Alessandro Blasetti (1949)
- Gli ultimi giorni di Pompei (Les derniers jours de Pompei), regia di Marcel L'Herbier (1950)
- La bellezza del diavolo (La beauté du diable), regia di René Clair (1950)
- Senza bandiera, regia di Lionello De Felice (1951) (arredatore)
- Gli uomini non guardano il cielo, regia di Umberto Scarpelli (1951)
- Altri tempi - Zibaldone n. 1, regia di Alessandro Blasetti (1952)
- Cani e gatti, regia di Leonardo De Mitri (1952)
- Fanciulle di lusso, regia di Bernard Vorhaus (1953)
- Spartaco - Il gladiatore della Tracia, regia di Riccardo Freda (1953)
- Fermi tutti... arrivo io!, regia di Sergio Grieco (1953)
- L'età dell'amore, regia di Lionello De Felice (1953)
- Non è mai troppo tardi, regia di Filippo Walter Ratti (1953)
- I tre ladri, regia di Lionello De Felice (1954)
- Bella non piangere, regia di David Carbonari (1955)
- Cento anni d'amore, regia di Lionello De Felice (1954)
- Cheri-Bibi (Il forzato della Guiana), regia di Marcello Pagliero (1955)
- Cose da pazzi, regia di Georg Wilhelm Pabst (1954)
- Divisione Folgore, regia di Duilio Coletti (1954)
- Teodora, imperatrice di Bisanzio, regia di Riccardo Freda (1954)
- Il divorzio, episodio di Il letto, regia di Gianni Franciolini (1954)
- Napoli è sempre Napoli, regia di Armando Fizzarotti (1954)
- Rigoletto e la sua tragedia, regia di Flavio Calzavara (1954)
- Amici per la pelle, regia di Franco Rossi (1955)
- Bravissimo, regia di Luigi Filippo D'Amico (1955)
- Motivo in maschera, regia di Stefano Canzio (1955)
- Piccola posta, regia di Steno (1955)
- Un po' di cielo, regia di Giorgio Moser (1955)
- Moglie e buoi, regia di Leonardo De Mitri (1956)
- Londra chiama Polo Nord, regia di Duilio Coletti (1956)
- Suor Letizia, regia di Mario Camerini (1957)
- Il cocco di mamma, regia di Mauro Morassi (1957)
- Il cielo brucia, regia di Giuseppe Masini (1957)
- El Alamein, regia di Guido Malatesta (1957)
- L'eretico (El hereje), regia di Francisco de Borja Moro (1958)
- La congiura dei Borgia, regia di Antonio Racioppi (1958)
- Pezzo, capopezzo e capitano, regia di Wolfgang Staudte (1958)
- Il cavaliere senza terra, regia di Giacomo Gentilomo (1958)
- Il raccomandato di ferro, regia di Marcello Baldi (1959)
- Tutti innamorati, regia di Giuseppe Orlandini (1959)
- L'arciere nero, regia di Piero Pierotti (1959)
- Lupi nell'abisso, regia di Silvio Amadio (1959)
- Juke box - Urli d'amore, regia di Mauro Morassi (1959)
- Messalina, Venere imperatrice, regia di Vittorio Cottafavi (1960)
- I baccanali di Tiberio, regia di Giorgio Simonelli (1960)
- Apocalisse sul fiume giallo, regia di Renzo Merusi (1960)
- Salambò, regia di Sergio Grieco (1960)
- Uomini e nobiluomini, regia di Giorgio Bianchi (1960)
- Anonima cocottes, regia di Camillo Mastrocinque (1960)
- I dolci inganni, regia di Alberto Lattuada (1960)
- I giganti della Tessaglia, regia di Riccardo Freda (1960)
- La schiava di Roma, regia di Sergio Grieco (1960)
- Revak, lo schiavo di Cartagine, regia di Rudolph Maté (1960)
- La vendetta di Ercole, regia di Vittorio Cottafavi (1960)
- Un dollaro di fifa, regia di Giorgio Simonelli (1960)
- Chi si ferma è perduto, regia di Sergio Corbucci (1960)
- Costantino il Grande, regia di Lionello De Felice (1960)
- Ercole al centro della terra, regia di Mario Bava (1961)
- Ercole alla conquista di Atlantide, regia di Vittorio Cottafavi (1961)
- I magnifici tre, regia di Giorgio Simonelli (1961)
- I soliti rapinatori a Milano, regia di Giulio Petroni (1961)
- Maciste l'uomo più forte del mondo, regia di Antonio Leonviola (1961)
- Due contro tutti, regia di Alberto De Martino (1962)
- Io Semiramide, regia di Primo Zeglio (1962)
- La congiura dei dieci, regia di Baccio Bandini (1962)
- La monaca di Monza, regia di Carmine Gallone (1962)
- Le sette folgori di Assur, regia di Silvio Amadio (1962)
- Una domenica d'estate, regia di Giulio Petroni (1962)
- Carmen di Trastevere, regia di Carmine Gallone (1963)
- Perseo l'invincibile, regia di Alberto De Martino (1963)
- Questo mondo proibito, regia di Fabrizio Gabella (1963)
- Sexy che scotta, regia di Franco Macchi (1963)
- Vino, whisky e acqua salata, regia di Mario Amendola (1963)
- I promessi sposi, regia di Mario Maffei (1964)
- Gli eroi del West, regia di Steno (1964)
- I due mafiosi, regia di Giorgio Simonelli (1964)
- Agente 077 missione Bloody Mary, regia di Sergio Grieco (1965)